# Lost (Vassy & Afrojack)
Lost is een nummer uit 2017 van de Australische zangeres Vassy en de Nederlandse dj Afrojack, in samenwerking met de Nederlandse dj Oliver Rosa.
De single bereikte de eerste plaats in Billboards Dance Club Songs-lijst en de 24ste plaats in Hot Dance/Electronic Songs.
Het nummer haalde in Nederland de 2e positie in de Tipparade. Ook in andere Europese landen werd het nummer een radiohitje, maar buiten Nederland wist het geen hitlijsten te bereiken.